# وجوه في الحرب (كتاب)
وجوه في الحرب هو كتاب للكاتب والصحافي والباحث اليمني صالح البيضاني، صدرت الطبعة الأولى منه عام 2019 عن دار «الآن ناشرون وموزعون» في العاصمة الأردنية عمّان.
يسرد الكتاب قصة الحرب في اليمن، من خلال سير 32 شخصية سياسية وعسكرية ودينية وثقافية، أسهمت في تكوين المشهد في الداخل اليمني ورسمت ملامح الصورة الكاملة للحرب والصراع السياسي.
كما يعرض الكتاب سيرة اليمن المعاصر عبر شخصياته المؤثرة والفاعلة، والوجوه التي لمعت في مرايا الحرب، وعرفها الناس ولكنهم لم يعرفوا الكثير عن خفاياها، ويقدم الكتاب وفقا للناشر؛ لمحة عن حياة الرئيس اليمني السابق علي عبدالله صالح، من "خلال الرجال الذين عملوا معه، أو خاضوا معه صراعًا مريرًا طيلة ثلاثة عقود من حكمه، مثل:علي سالم البيض وعبد الله بن حسين الأحمر وعبد الكريم الإرياني وعلي محسن الأحمر وغيرهم؛ حيث "تتناثر سيرة علي عبد الله صالح وطريقته في الحكم وإدارة الصراع والتعامل مع الخصوم والأصدقاء بين ثنايا سيرهم والأحداث التي عاصروها أو كانوا جزءًا منها". 